# Diagrapta laminata
Diagrapta laminata là một loài bướm đêm trong họ Noctuidae.